# فرودگاه دنلکین
فرودگاه دنلکین (به انگلیسی: Deniliquin Airport) یک فرودگاه همگانی با کد یاتا DNQ است که یک باند فرود آسفالت دارد و طول باند آن ۱۲۱۹ متر است. این فرودگاه در کشور استرالیا قرار دارد و در ارتفاع ۹۶ متری از سطح دریا واقع شده‌است.